# 美國：一部電影
《美國：一部電影》（英語：America: The Motion Picture）是一部2021年美國諷刺成人動畫科幻喜劇片，動畫師麥特·湯普森執導的首部長片，戴夫·卡拉漢編劇，配音陣容包括查尼·塔圖、傑森·曼薩凱斯、奧莉薇亞·孟恩、鮑比·莫尼漢、茱蒂·葛瑞兒、威爾·福爾特、勞爾·麥斯·楚吉羅、麥克·瑞德、賽門·佩吉以及安迪·山伯格。
劇情以美國開國元勛和美國革命為基礎；在架空世界中，講述喬治·華盛頓（塔圖配音）有著截然不同的歷史，揮舞著電鋸的他與熱愛啤酒的山姆·亞當斯（曼薩凱斯配音）合作，以詼諧即興的美國革命鬥爭中與英國人抗爭。電影定於2021年6月30日上線Netflix。

## 配音員
- 查尼·塔圖配音喬治·華盛頓
- 傑森·曼薩凱斯（英语：Jason Mantzoukas）配音山姆·亞當斯
- 奧莉薇亞·孟恩配音湯瑪斯·愛迪生，愛迪生的女性版本。
- 鮑比·莫尼漢（英语：Bobby Moynihan）配音保羅·里維爾
- 茱蒂·葛瑞兒配音馬莎·華盛頓
- 威爾·福爾特配音亞伯拉罕·林肯
- 勞爾·麥斯·楚吉羅（英语：Raoul Trujillo）配音傑羅尼莫
- 麥克·瑞德（英语：Killer Mike）配音鐵匠（Blacksmith）
- 賽門·佩吉配音詹王（King James）
- 安迪·山伯格配音班尼狄·阿諾

## 製作
2017年3月，菲爾·洛德與克里斯多福·米勒宣布開發一部R級Netflix原創動畫電影，名為《美國：一部電影》，並與查尼·塔圖、麥特·湯普森、亞當·瑞德、威爾·阿萊格拉（Will Allegra）、彼得·基爾南（Peter Kiernan）和雷德·卡羅林共同參與製作；該片由戴夫·卡拉漢編劇，湯普森擔任導演，這也是身為後者執導的首部長片。

## 發行
《美國：一部電影》2021年6月30日在Netflix上架。

## 外部連結
- 在Netflix上觀看《美國：一部電影》
- 互联网电影数据库（IMDb）上《美國：一部電影》的资料（英文）